# Lista de praias do Rio de Janeiro
Nesta lista estão relacionadas as  praias do estado do Rio de Janeiro. A região litorânea é composta pelas seguintes áreas geográficas: Grande Rio, Baía da Ilha Grande, Itaguaí, Baixadas Litorâneas e Norte Fluminense. O estado é banhado pelo Oceano Atlântico, recebendo a corrente oceânica de água quente conhecida como Corrente do Brasil. Na Região dos Lagos, classificada como Região da Costa do Sol, estão localizadas as praias lacustres do estado.

## Angra dos Reis
Angra dos Reis é um município situado no sul do estado do Rio de Janeiro.

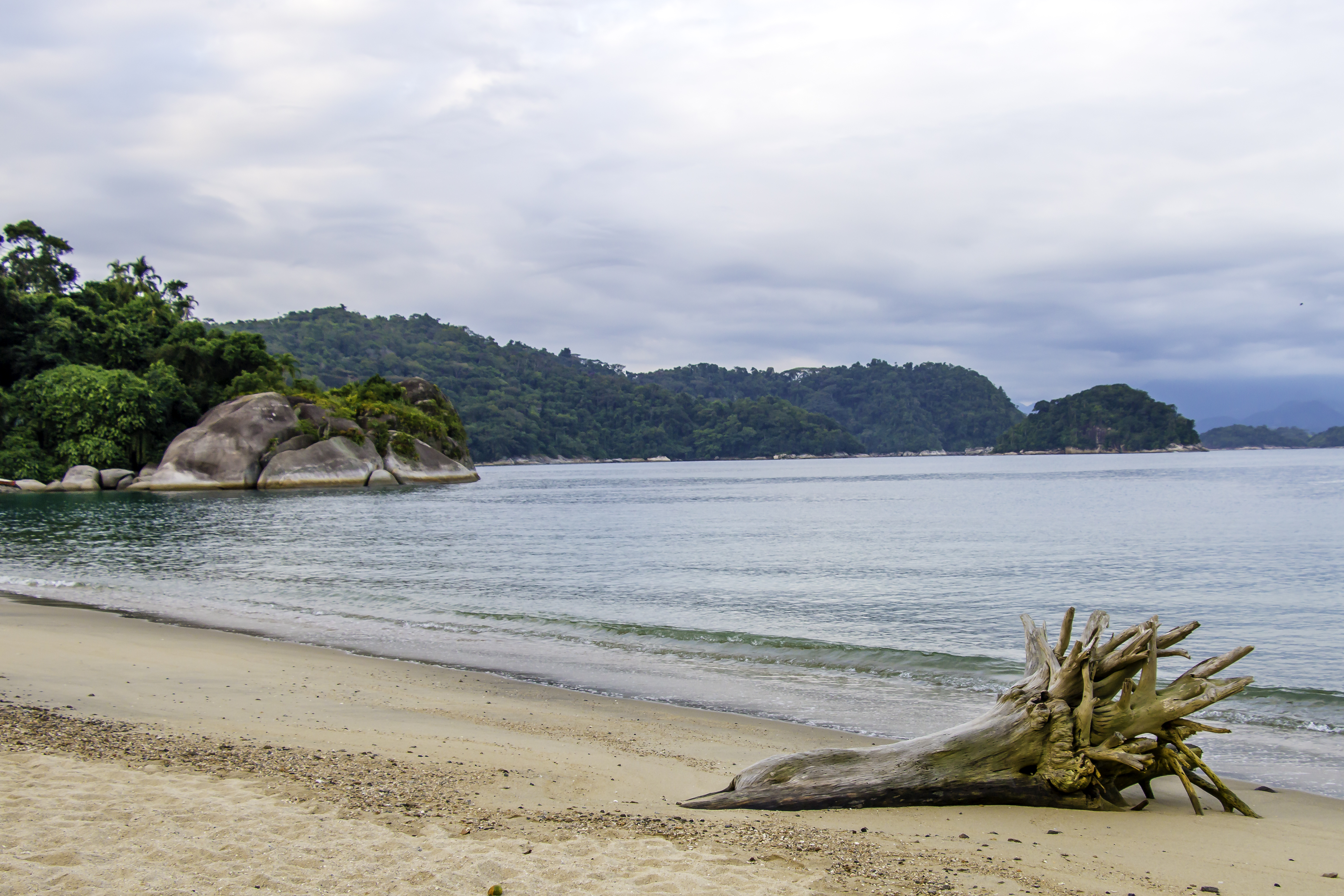
Praia do Laboratório.

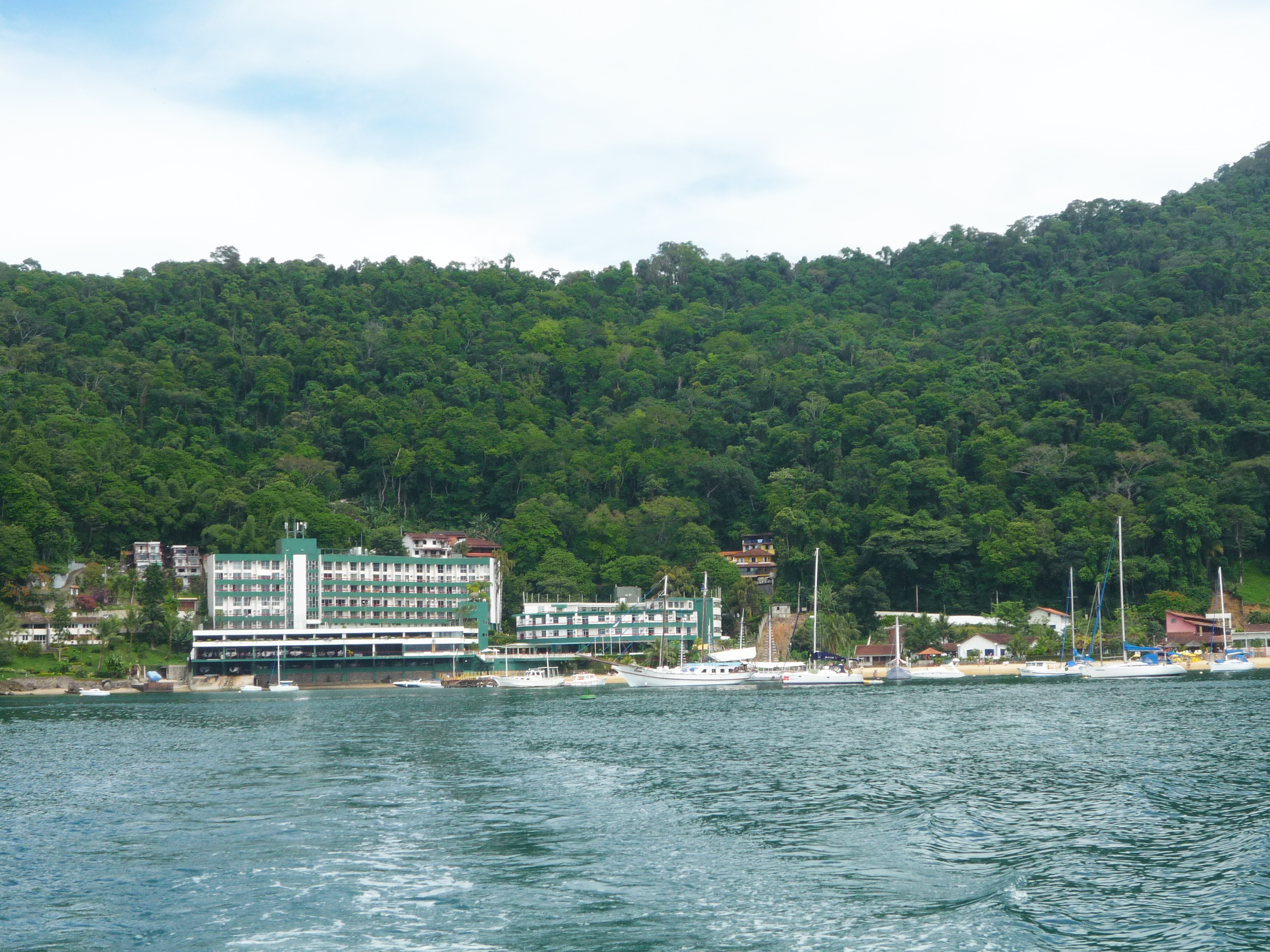
Praia Grande.

- Praia do Anil
- Praia do Bonfim
- Praia do Dentista
- Praia das Éguas
- Praia da Enseada
- Praia da Figueira
- Praia do Frade
- Praia de Garatucaia
- Praia das Gordas
- Praia Grande
- Praia de Itaorna
- Praia do Laboratório
- Praia de Lopes Mendes
- Praia da Ponta do Sapê
- Praia do Provetá
- Praia do Retiro
- Praia da Ribeira
- Praia Secreta

### Ilha Grande
Ilha Grande é uma ilha localizada no litoral sul do estado do Rio de Janeiro, integrante do município de Angra dos Reis.

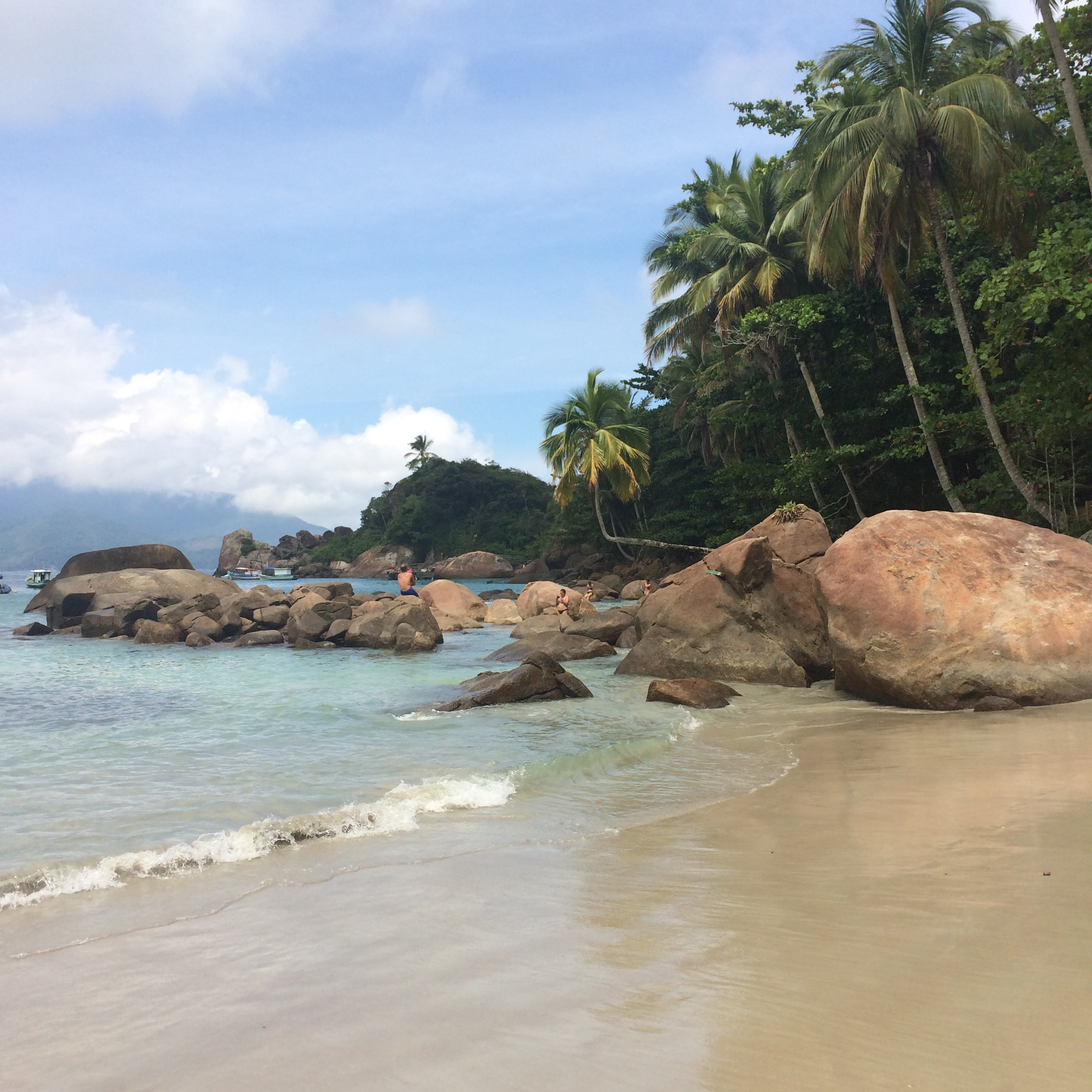
Praia do Aventureiro.

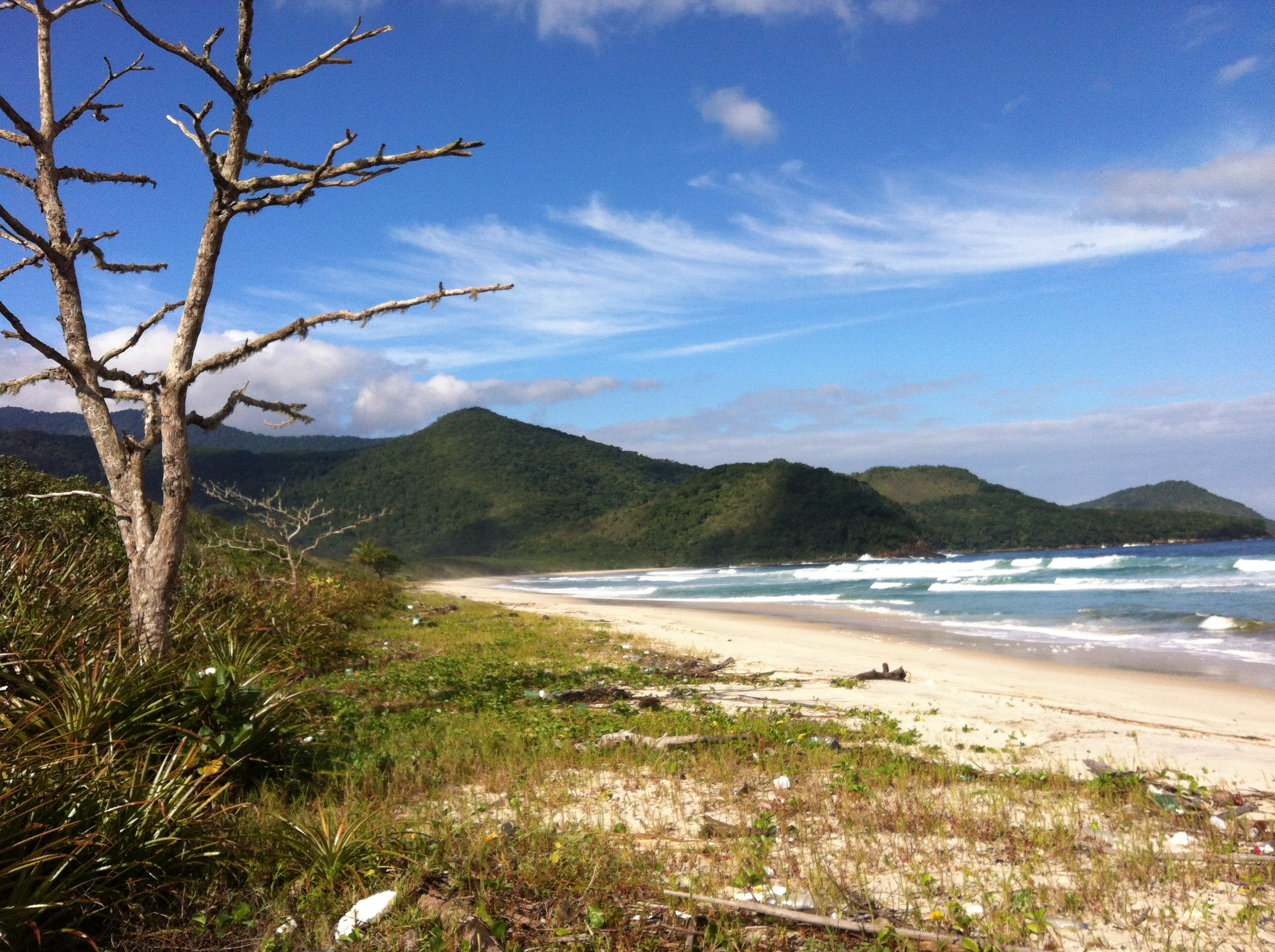
Praia do Leste.

- Praia do Abraão
- Praia do Abraãozinho
- Praia de Araçatiba
- Praia do Aventureiro
- Praia do Bananal
- Praia do Canto
- Praia do Caxadaço
- Praia de Dois Rios
- Praia da Feiticeira
- Praia de Freguesia de Santana
- Praia do Japariz
- Praia da Júlia
- Praia da Lagoa Azul
- Praia da Lagoa Verde
- Praia do Leste
- Praia de Lopes Mendes
- Praia de Palmas
- Praia da Parnaioca
- Praia Preta
- Praia do Provetá
- Saco do Céu
- Sítio do Forte
- Praia do Sul
- Praia Vermelha

## Araruama
Araruama é um município do interior do estado do Rio de Janeiro na Região dos Lagos, aonde são destaques a Lagoa de Araruama e a Lagoa de Juturnaíba.

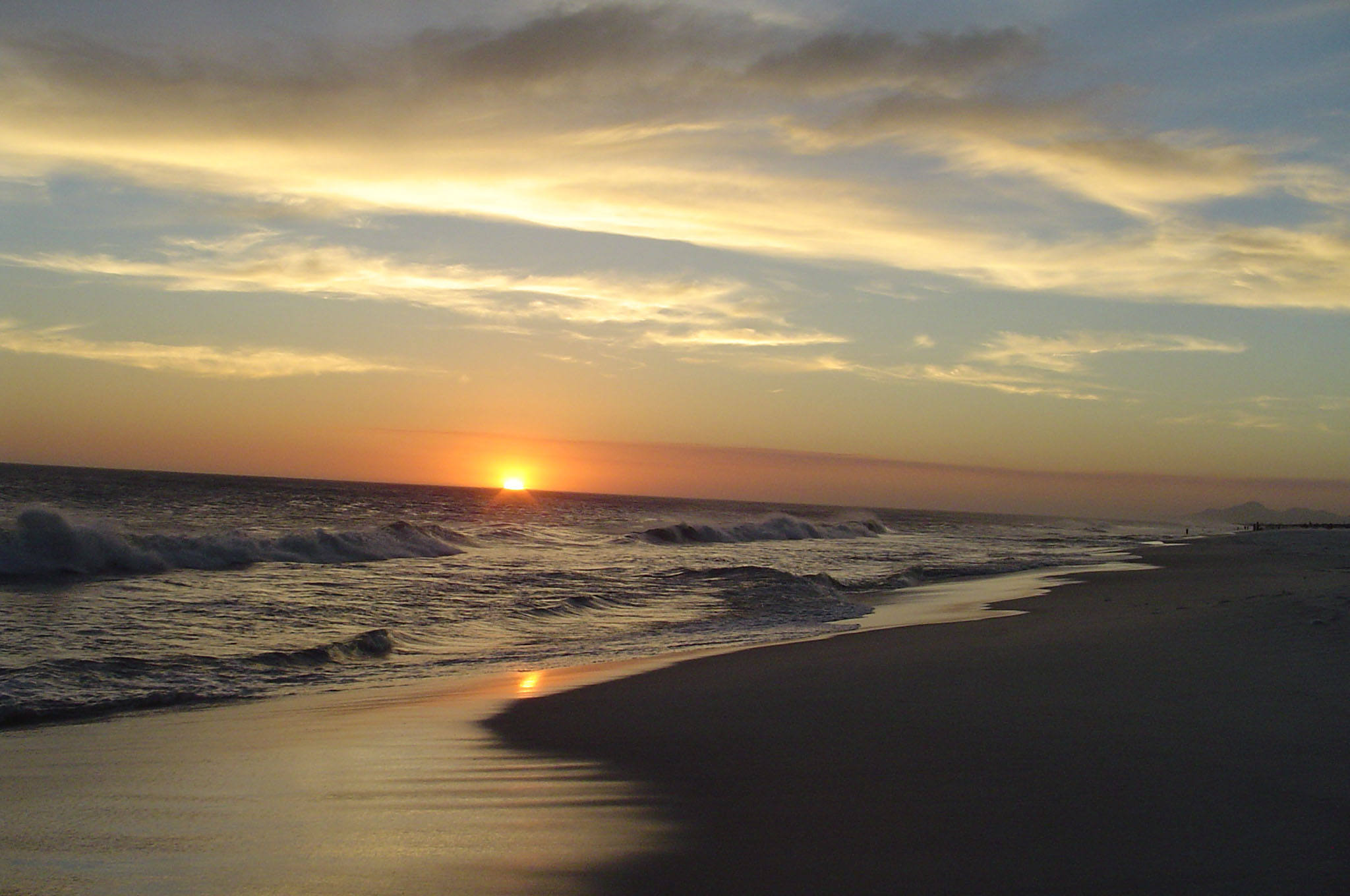
Praia Seca.

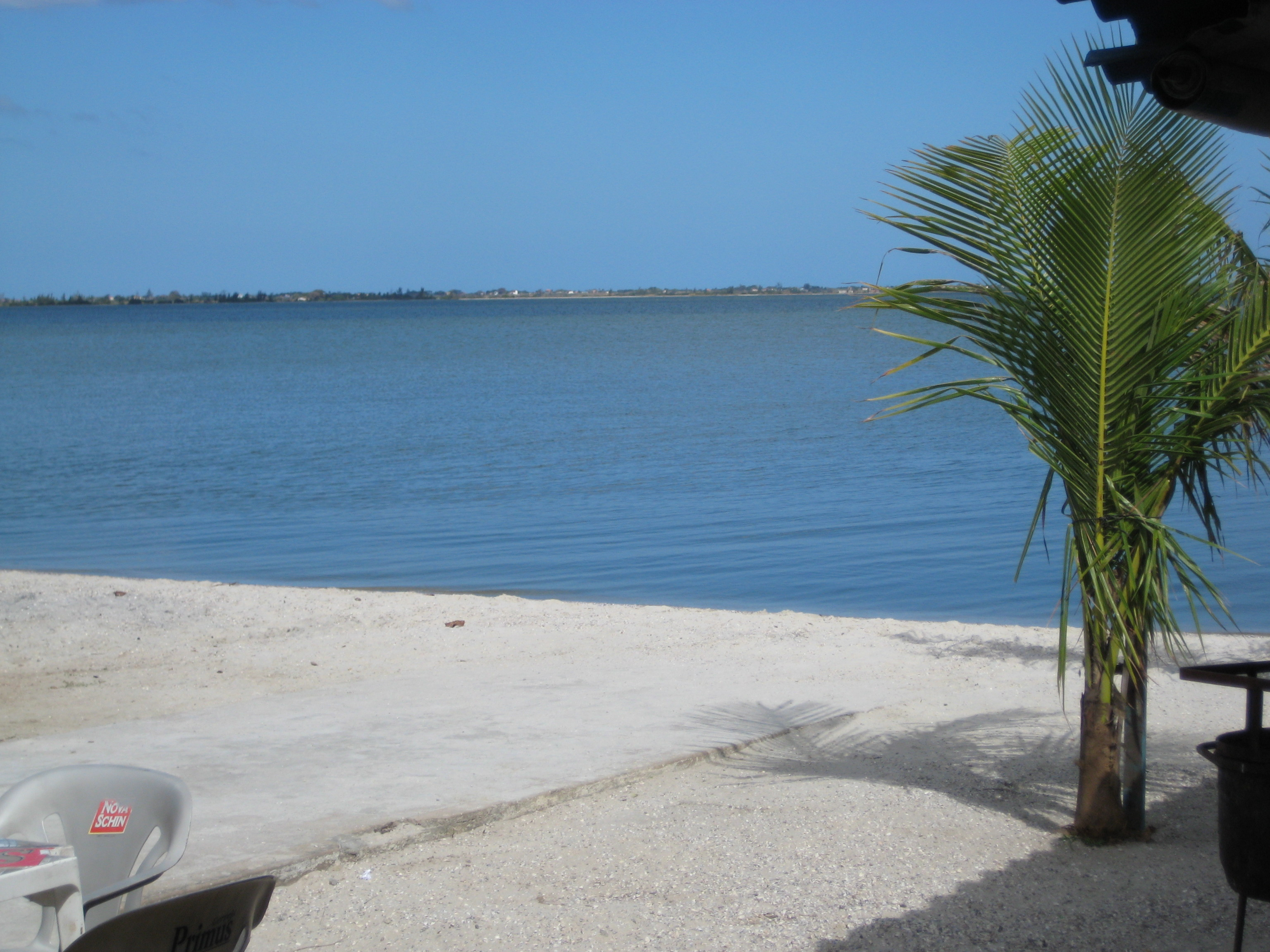
Praia da Pontinha.

### Praias lacustres
- Praia do Abel
- Praia dos Amores
- Praia de Araruama também conhecida como praia do Centro
- Praia do Areal
- Praia das Bananeiras
- Praia do Barbudo
- Praia do Coqueiral
- Praia da Espuma
- Praia do Gavião
- Praia do Hospício
- Praia de Iguabinha
- Praia dos Nobres
- Praia do Perauaçu
- Praia do Pneu
- Praia da Pontinha
- Pontinha do Outeiro
- Praia Seca
- Praia do Tomé
- Praia Villagio D'Itália
- Praia das Virtudes

### Praias oceânicas
- Praia do Dentinho
- Praia de Massambaba
- Praia de Pernambuca
- Praia do Pontal
- Praia do Raposo
- Praia do Vargas

## Barra de São João
Barra de São João é  um distrito do município de Casimiro de Abreu, região da baixada litorânea ao norte do estado.
- Ilha de Trinta Réis
- Praia Grande
- Praia de Praião
- Prainha

## Armação dos Búzios
Búzios está localizada em uma península com oito quilômetros de extensão e 23 praias, recebendo de um lado correntes marítimas do Equador e do outro correntes marítimas do polo sul. .

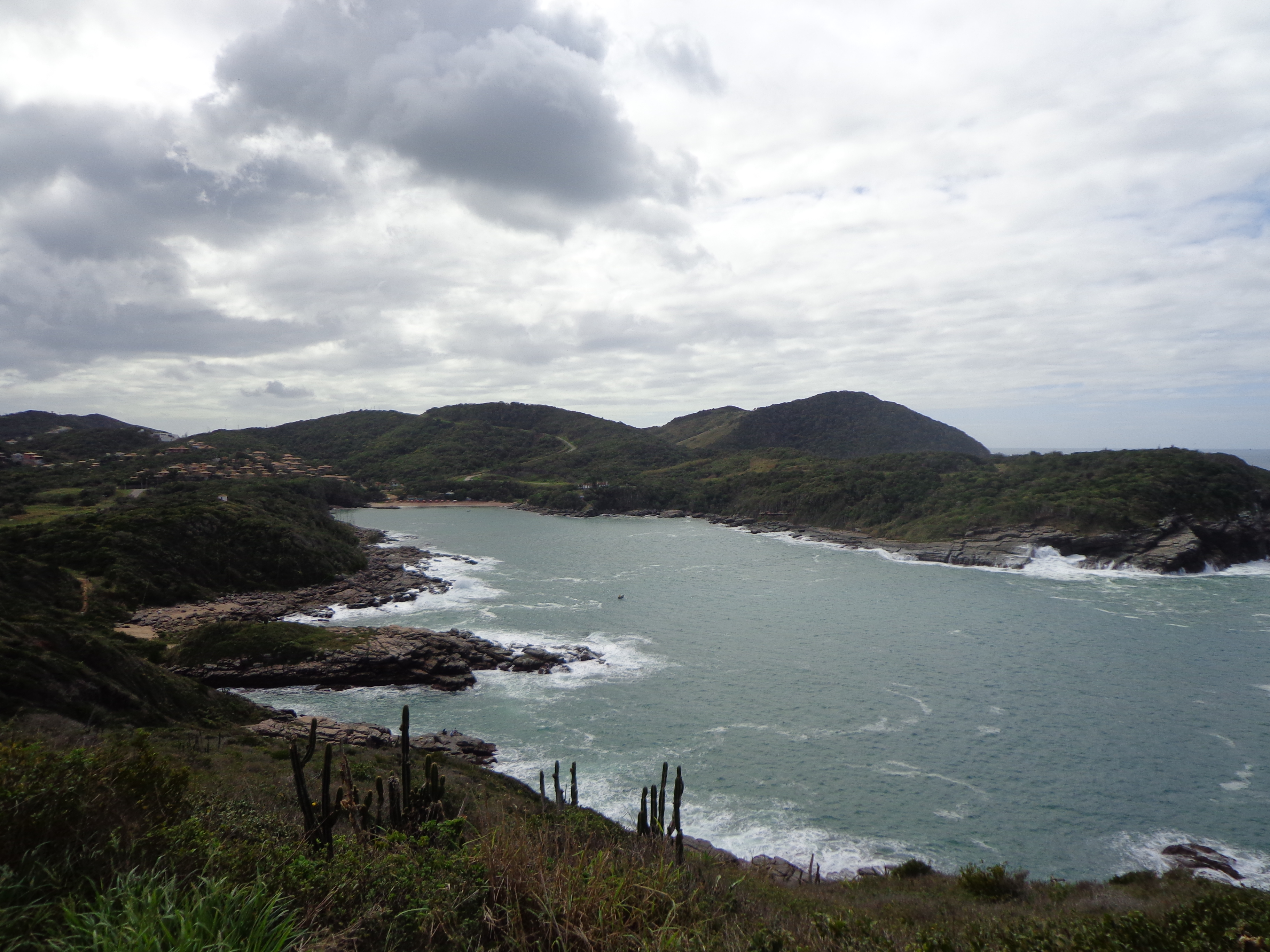
Praia do Forno.

- Praia Azeda
- Praia da Armação
- Praia Brava
- Praia do Canto
- Praia da Ferradura
- Praia da Ferradurinha
- Praia do Forno
- Praia de Geribá
- Praia João Fernandes
- Praia José Gonçalves
- Praia de Manguinhos
- Praia dos Ossos
- Praia Rasa
- Prainha da Tartaruga
- Praia de Tucuns

## Maricá
Maricá é um município da Região Metropolitana do Rio de Janeiro.

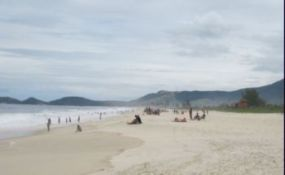
Praia de Jaconé.

- Praia de Araçatiba
- Praia de Guaratiba
- Praia de Ponta Negra
- Praia do Cordeirinho
- Praia de Maricá
- Praia da Restinga
- Praia de Itaipuaçú
- Praia de Jaconé

## Arraial do Cabo
Arraial do Cabo é um município da Região dos Lagos. A cidade é costeira, e tem uma altitude média de apenas oito metros.

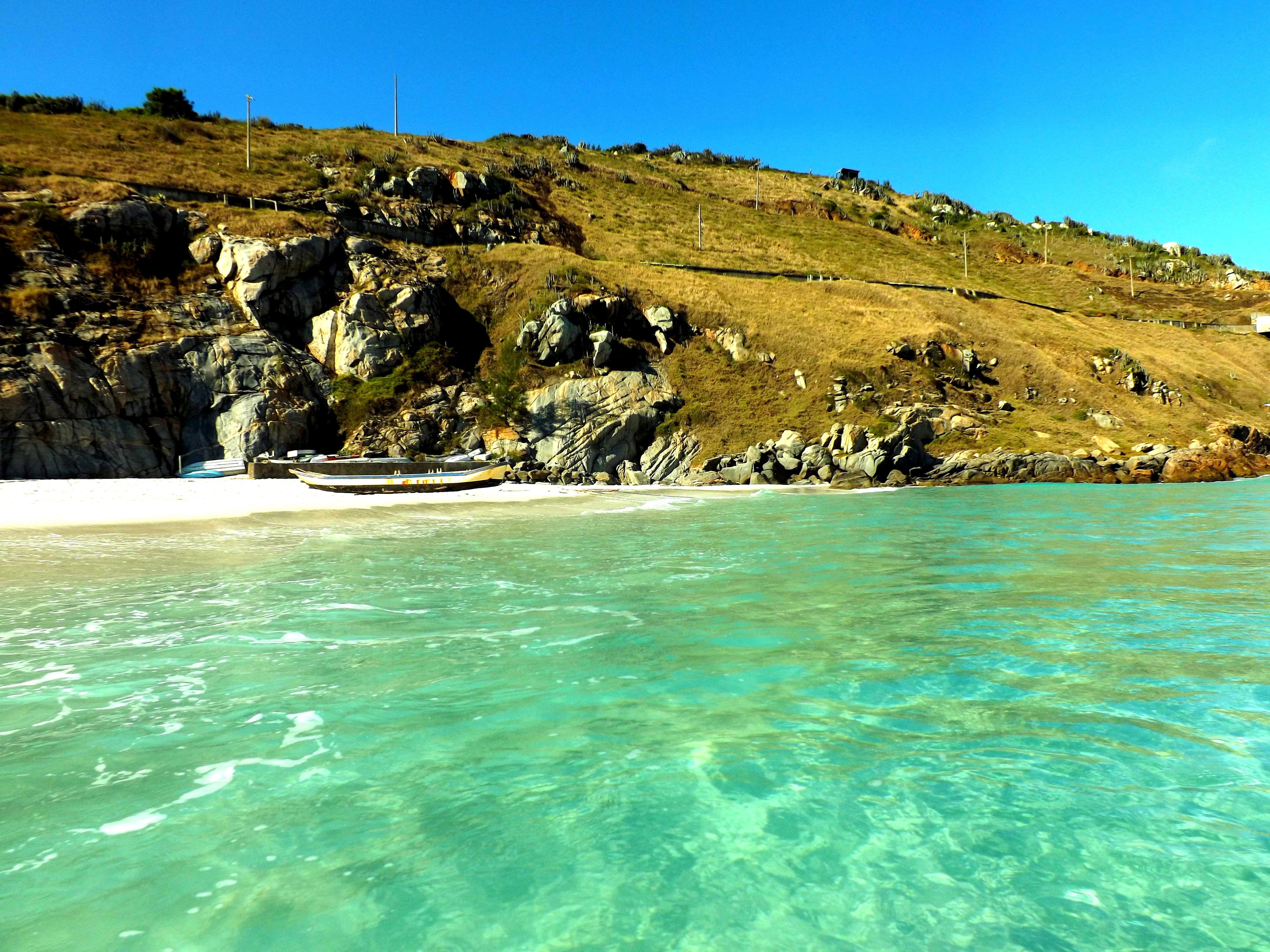
Praia Grande.

- Praia dos Anjos
- Praia Brava
- Praia do Farol
- Praia do Foguete
- Praia do Forno
- Praia Grande
- Praia do Monte Alto
- Praia do Pontal
- Praia do Pontal do Atalaia
- Prainha

## Cabo Frio

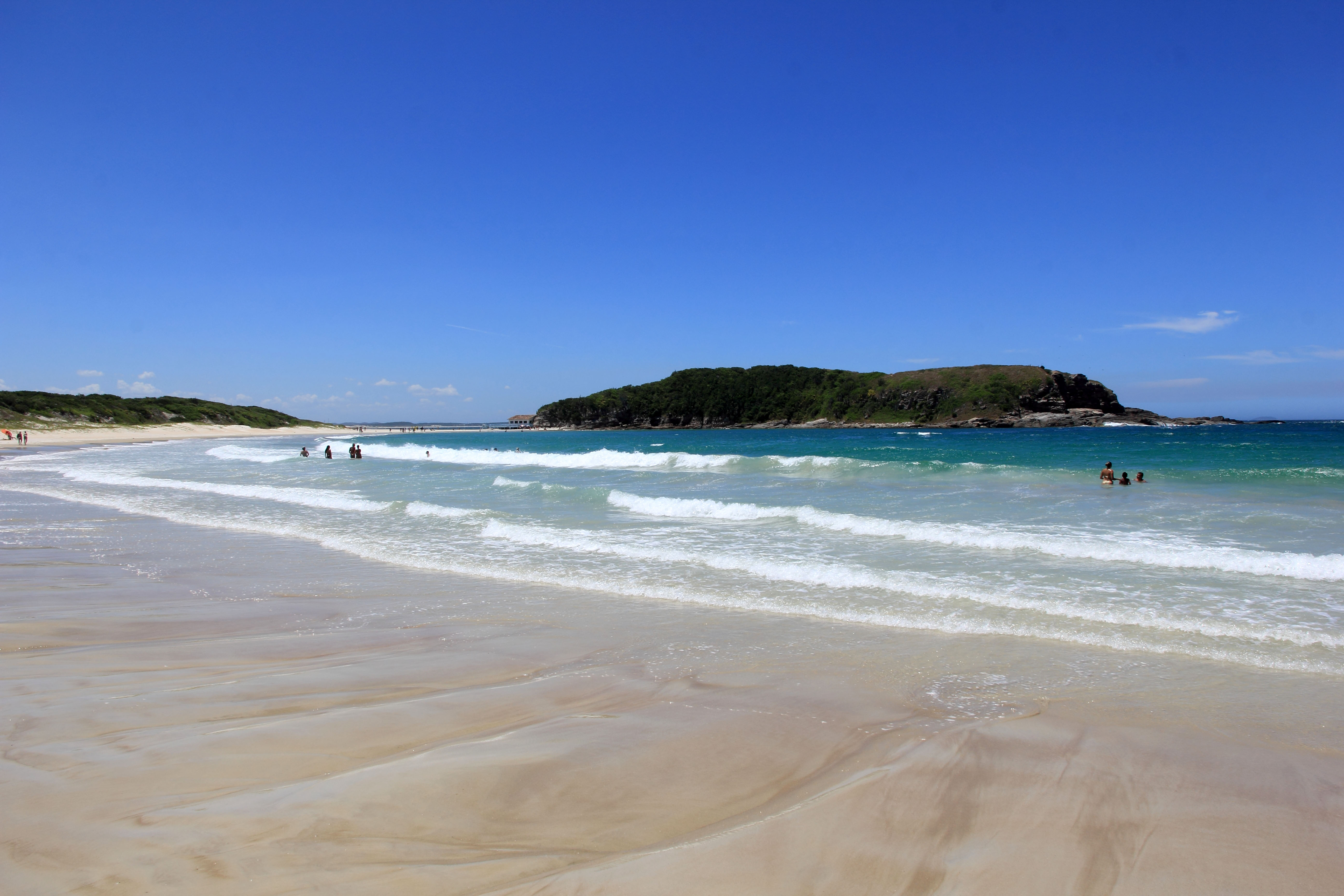
Praia das Conchas.

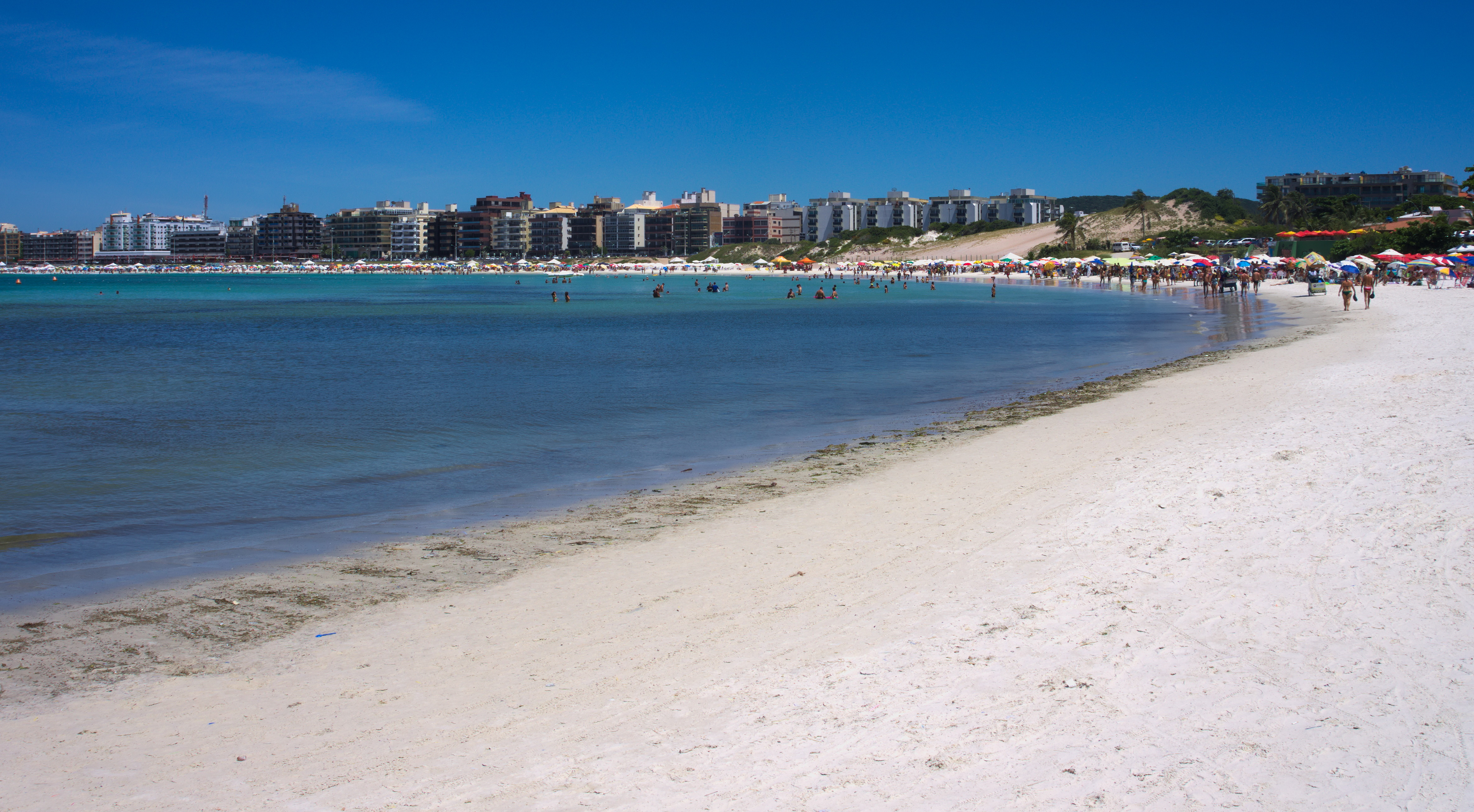
Praia do Forte.

Cabo Frio é um município brasileiro da Região dos Lagos no estado. Suas praias se caracterizam pelas águas transparentes e areias claras.
- Florestinha
- Verão Vermelho
- Praia do Forte
- Praia das Dunas
- Praia do Foguete
- Praia das Conchas
- Praia do Peró
- Praia do Siqueira
- Praia Rasa
- Praia de São Bento
- Praia do Sudoeste
- Praia das Palmeiras
- Praia Brava
- Ilha do Japonês
- Praia de Unamar

## Campos dos Goytacazes
Campos dos Goytacazes é um município do interior do Rio de Janeiro.
- Praia do Farol de São Tomé
- Praia do Xexé
- Praia do Lagamar
- Praia  Maria da Rosa

## Itaguaí
Itaguaí é um município da Região Metropolitana do Rio de Janeiro.

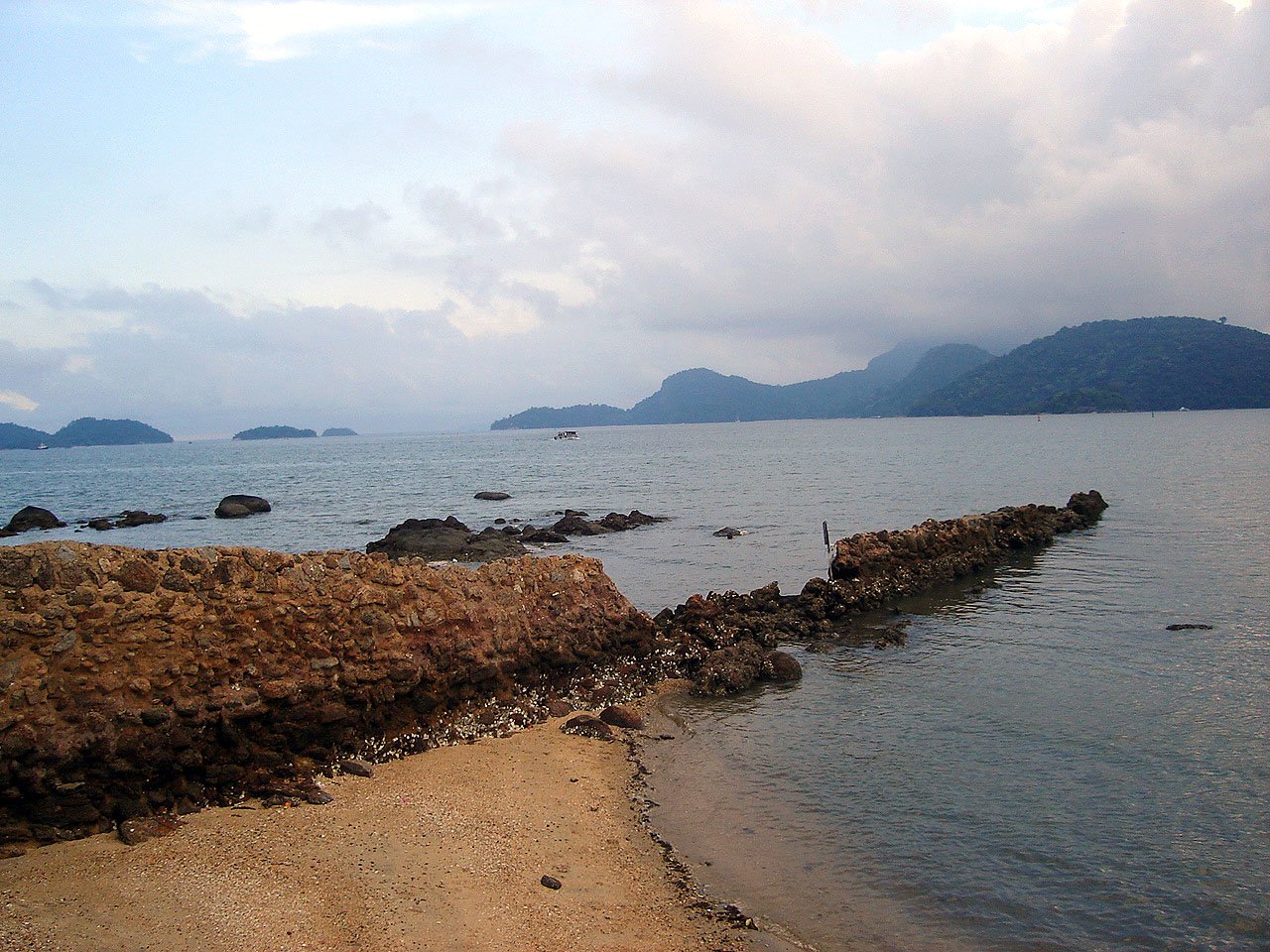
Ilha da Madeira].

- Praia da Coroa Grande
- Praia da Ilha da Madeira
- Praia do Inglês
- Praia do Ressaco
- Praia da Caixa Dágua
- Praia do Leste
- Praia do Sul
- Praia José Alves

## Macaé
Macaé é um município do interior do estado do Rio de Janeiro.

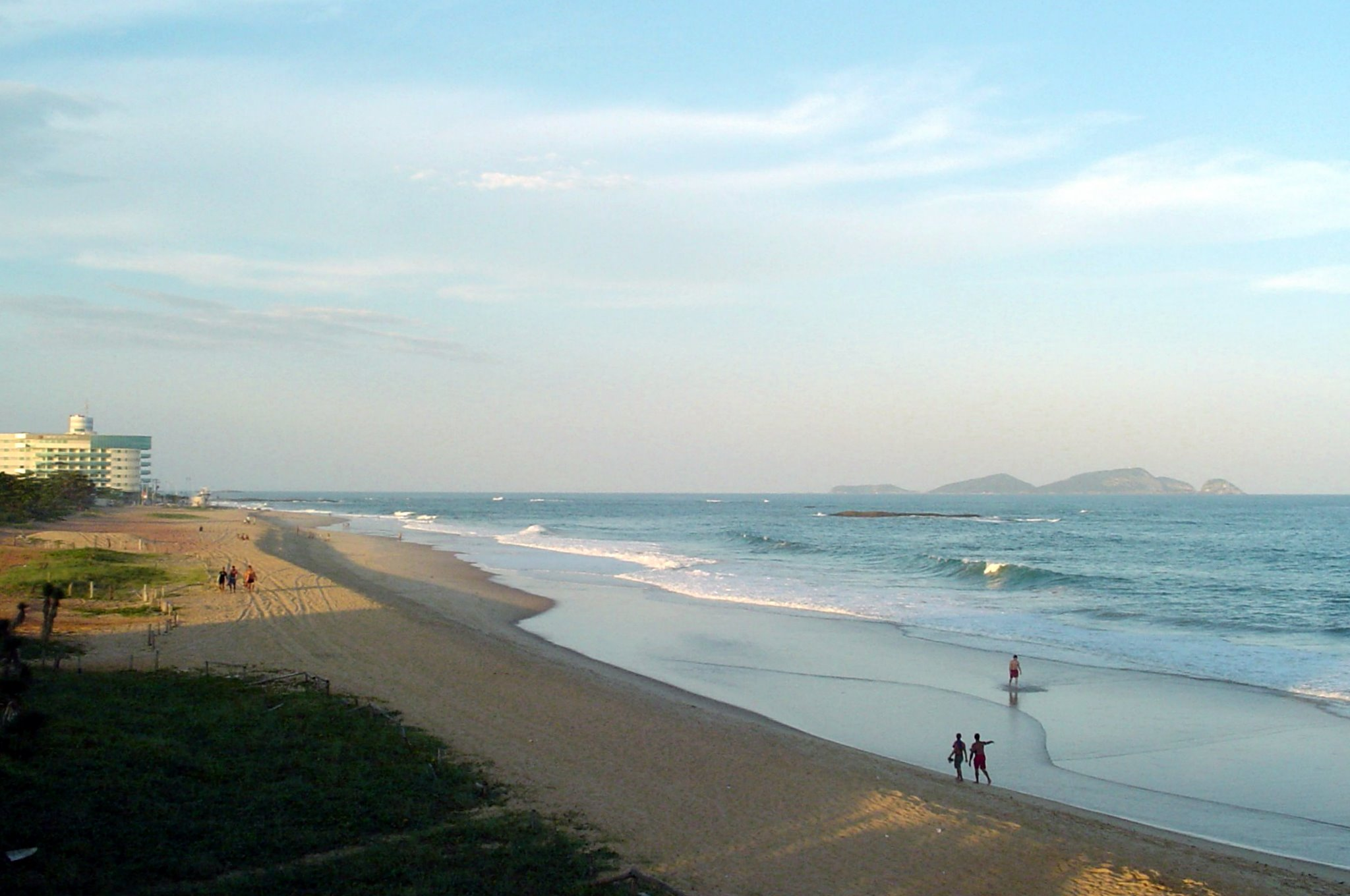
Praia do Pecado.

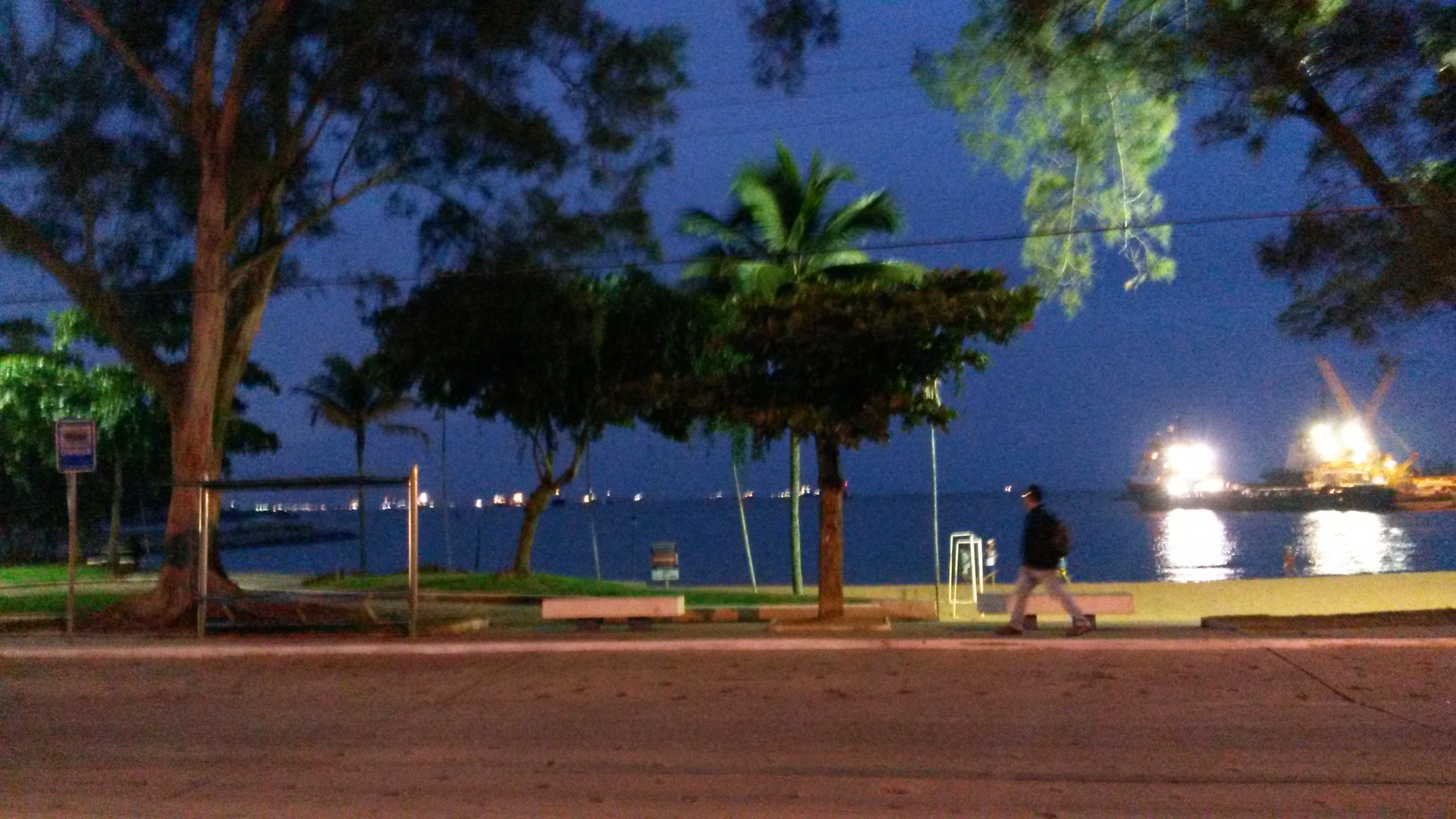
Praia de Imbetiba.

- Arquipélago de Sant'Anna
- Praia Campista Campista
- Praia dos Cavaleiros
- Praia da Barra de Macaé
- Praia de Imbetiba
- Prainha do Farol
- Praia do Forte
- Praia de São José do Barreto

## Magé
Magé é um município da Região Metropolitana do Rio de Janeiro.
- Praia de Mauá
- Praia do Porto da Piedade

## Mangaratiba

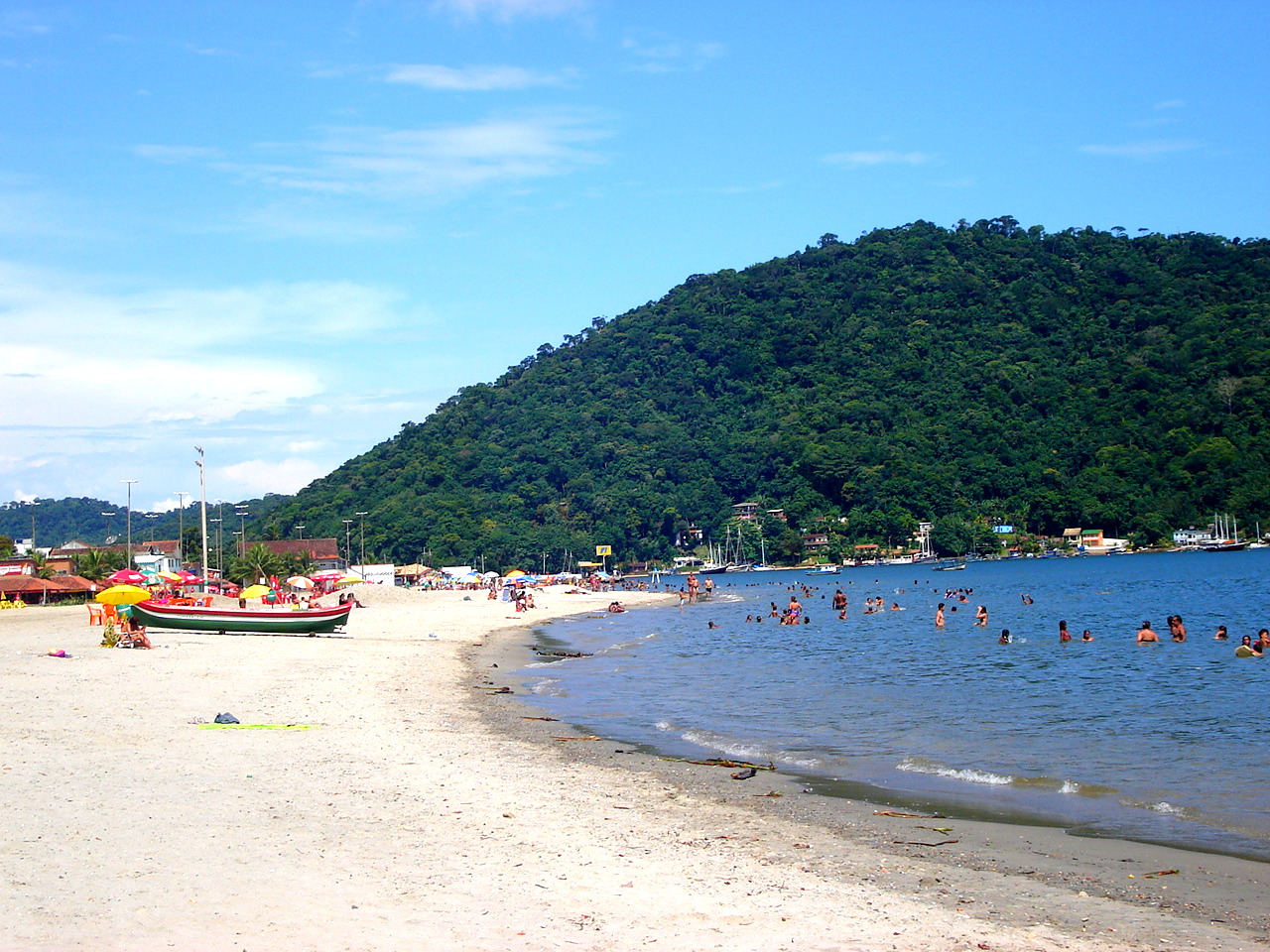
Praia de Itacuruçá.

## Niterói

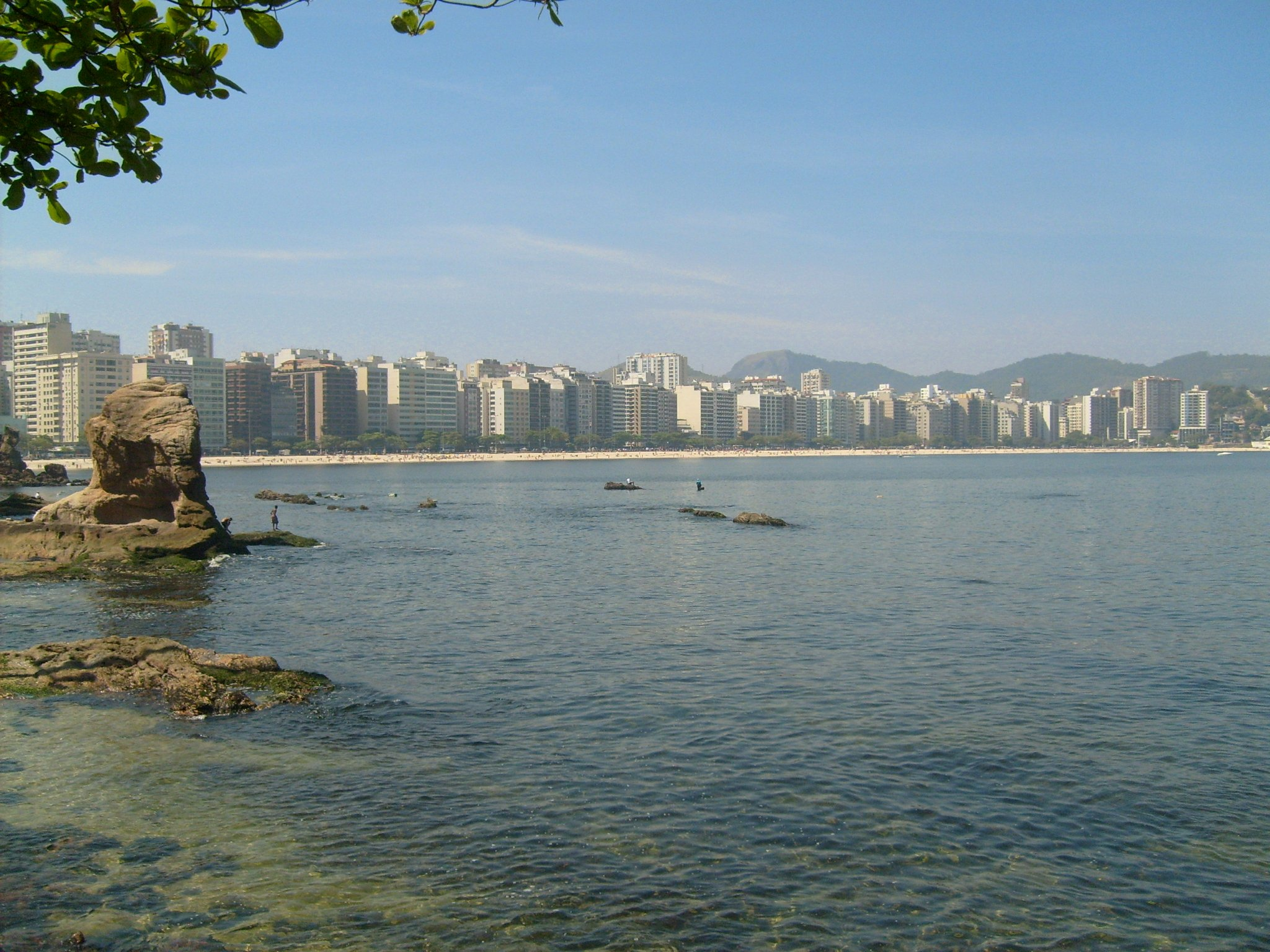
Praia de Icaraí. À esquerda, a Pedra de Itapuca.

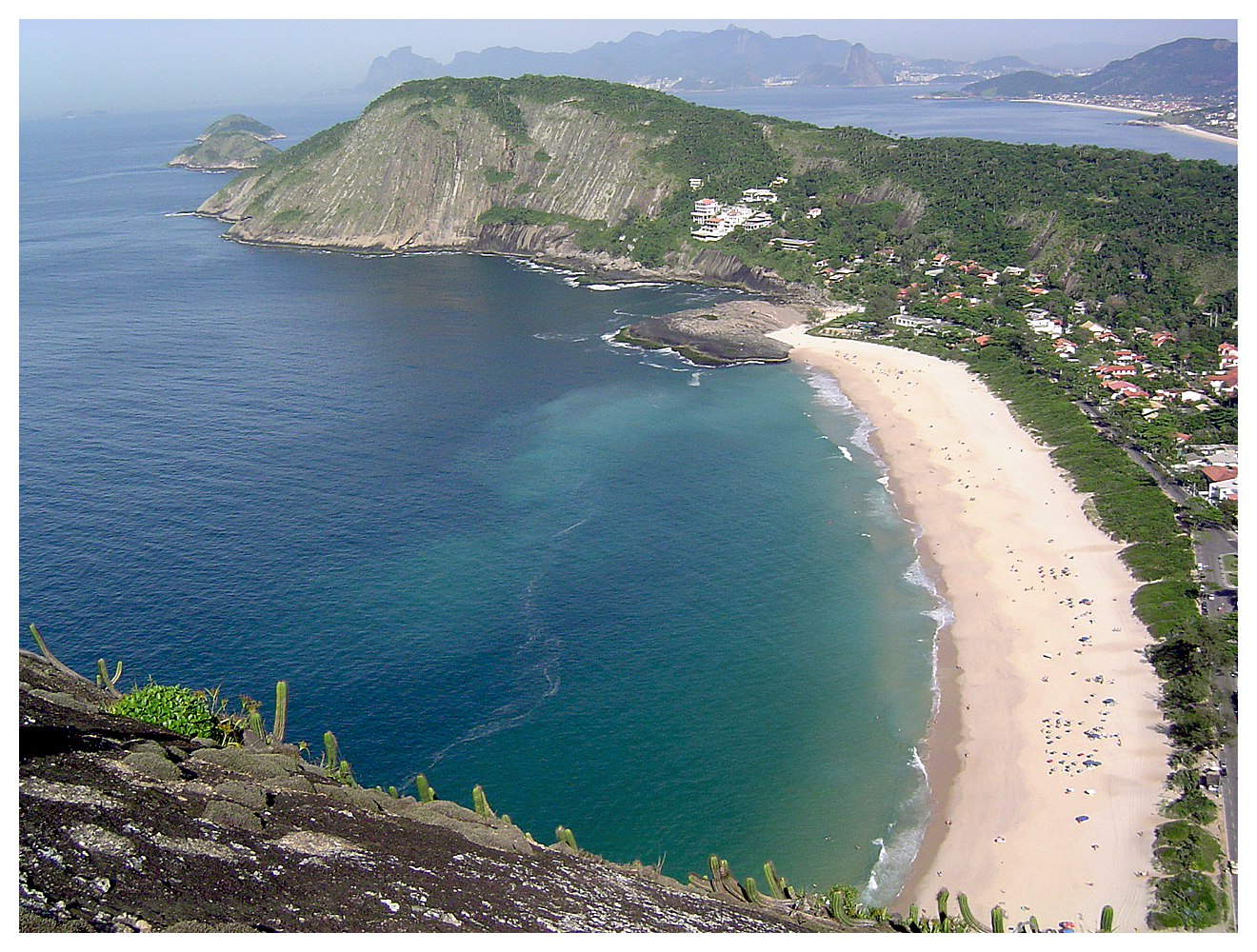
Praia de Itacoatiara.

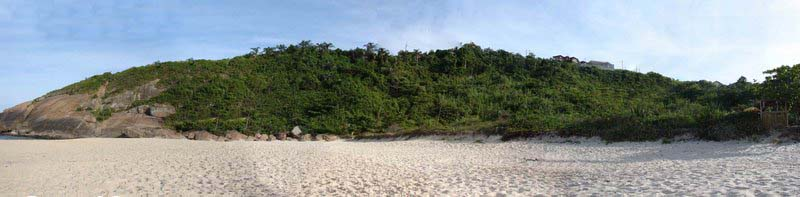
Praia do Sossego.

## Paraty

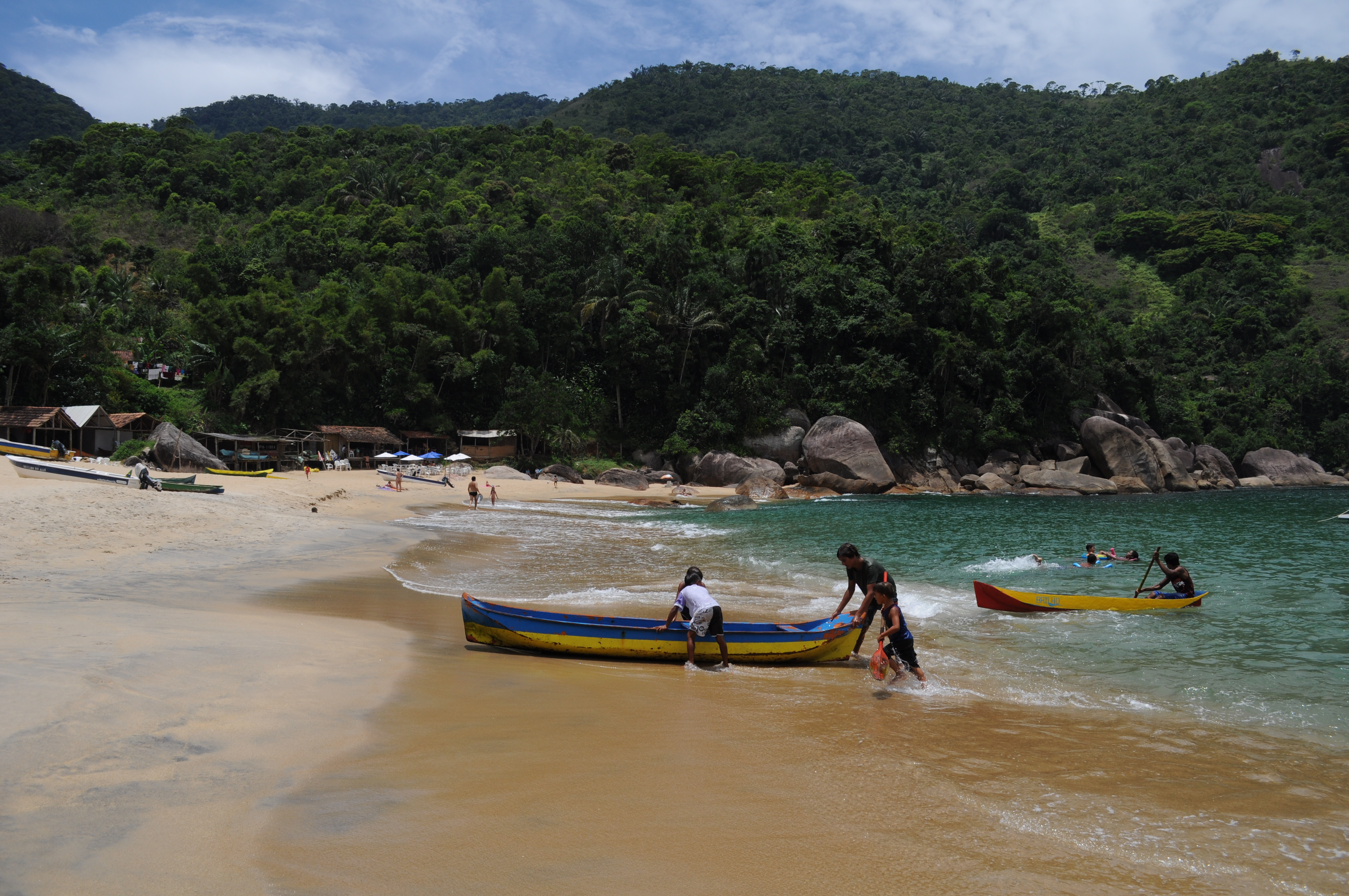
Praia do Sono.

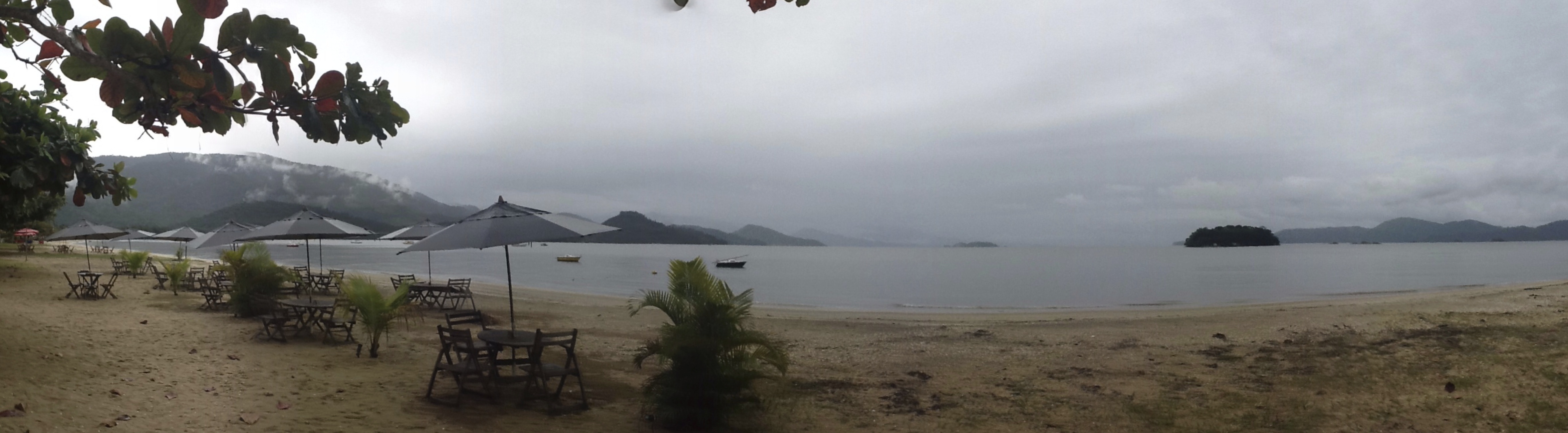
Praia do Jabquara.

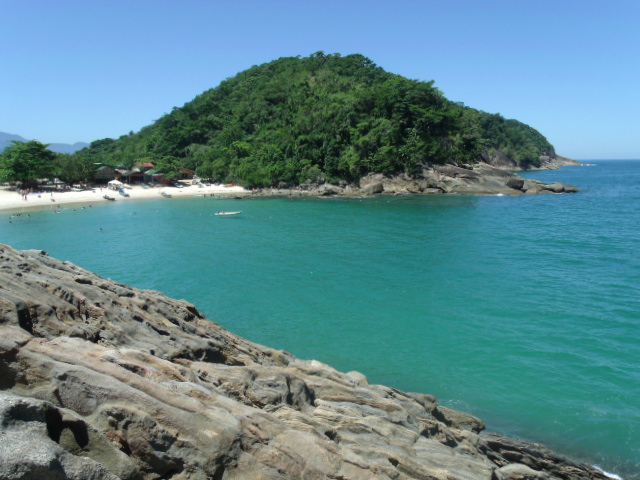
Praia do Meio.

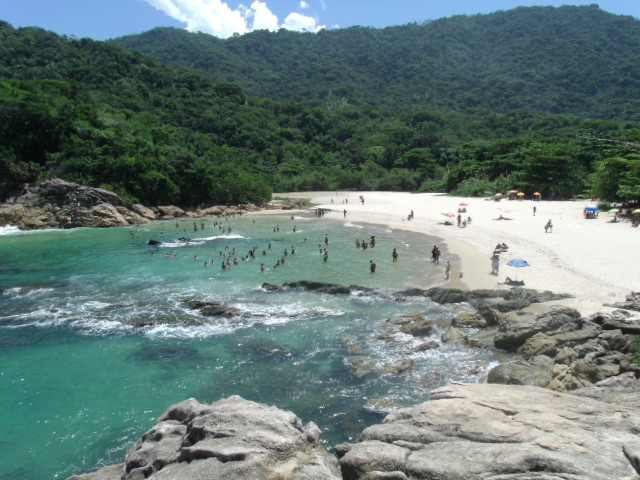
Praia do Cachadaço.

## Rio das Ostras

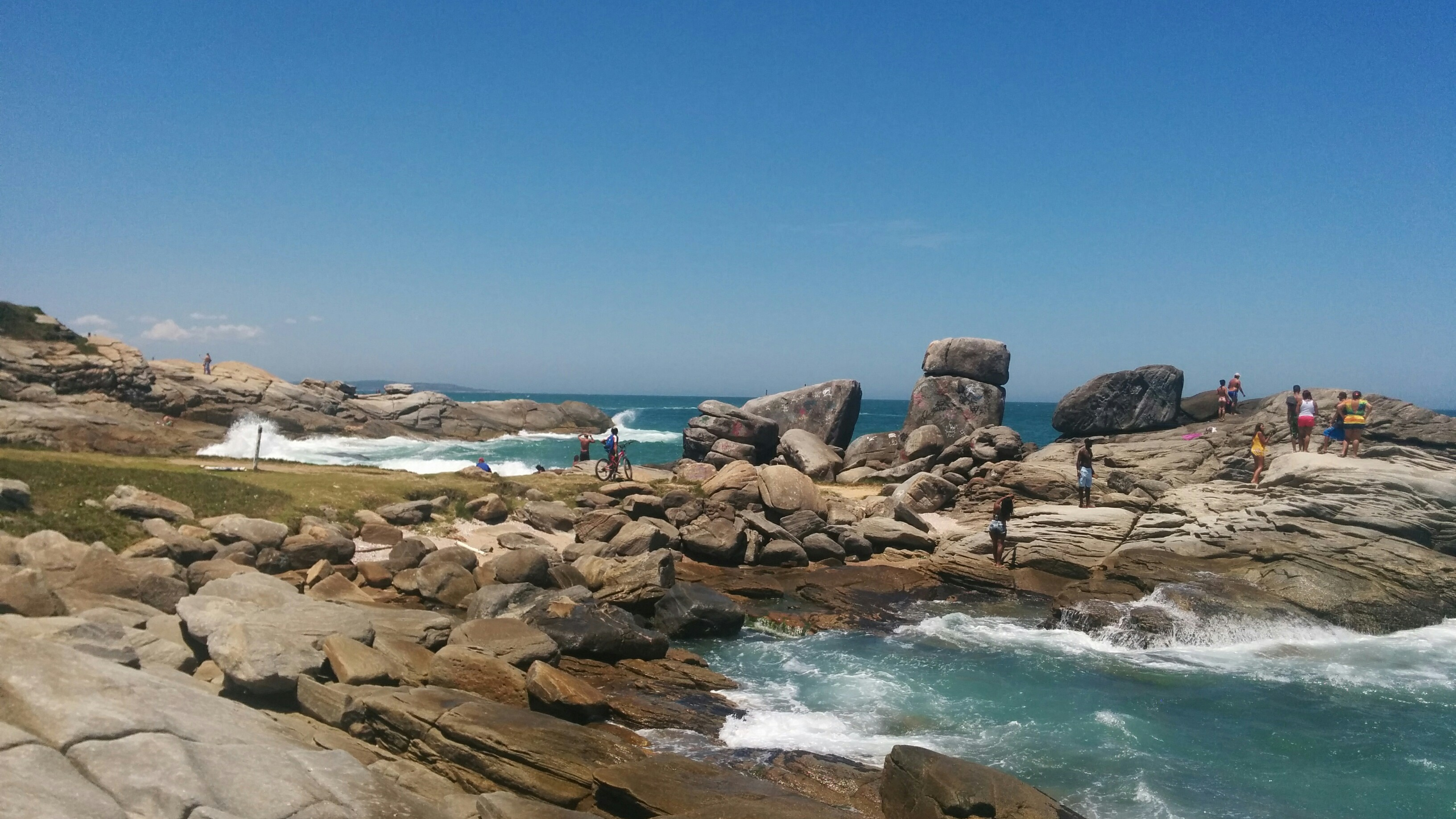
Praia Costa Azul.

## Mangaratiba[16]
- Itacuruçá
- Muriqui
- Conceição de Jacareí
- Praia Grande
- Apara
- Ibicuí
- Saí
- Praia do Saco

## Niterói[17]
- Adão
- Areia Grossa
- Boa Viagem
- Cais
- Camboinhas
- Charitas
- Flechas
- Praia do Forte do Rio Branco
- Eva
- Gragoatá
- Icaraí
- Forte de Imbuí
- Itacoatiara
- Itaipu
- Jurujuba
- Maçã
- Piratininga
- Preventório
- São Francisco
- Samanguaiá
- Sossego
- Vermelha
- Várzea

## Paraty[18]
- Brava
- Corumbê
- Barra Grande
- Praia da Boa Vista
- Conceição
- Graúna
- Lula
- Ventura
- Figueiras
- Trindade
- Laranjeiras
- Bom Jardim
- Iririguaçu
- Jabaquara
- Jurumirim
- Paraty-Mirim
- Ponta Negra
- Taquari
- Cachadaço
- Cepilho
- Corumbê
- Engenho D'Água
- Engenho Velho
- Joaninho
- Meio
- Praia do Sono
- Saco da Velha[19]
- Antigos
- Ranchos
- Praia Grande

### Vila de Trindade[20]
- Praia Brava
- Praia das Figueiras
- Praia do Cachadaço de Trindade
- Praia do Cepilho
- Praia do Meio Codó

## Rio das Ostras[21]
- Praia Costa Azul
- Praia da Enseada das Gaivotas
- Praia da Joana
- Praia das Areias Negras
- Praia das Tartarugas
- Praia de Itapebussus
- Praia do Abricó
- Praia do Bosque
- Praia do Cemitério
- Praia do Centro
- Praia do Remanso
- Praia Mar do Norte
- Praia Virgem

## Rio de Janeiro

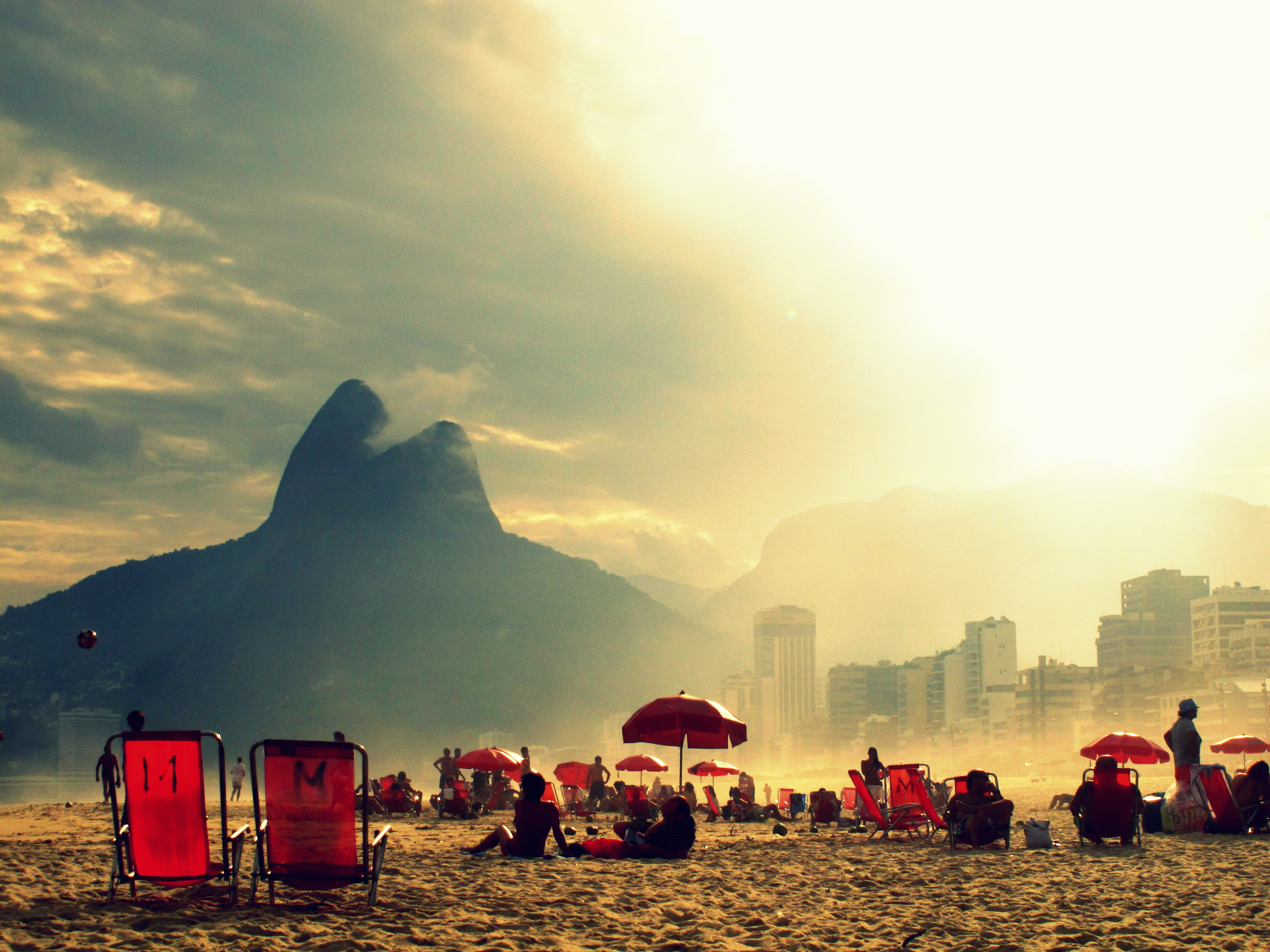
Praia de Ipanema no Rio de Janeiro.

Rio de Janeiro é a capital do estado do mesmo nome e o maior destino turístico internacional no Brasil. As praias da cidade fazem parte deste polo de atração, sendo destaque as praias de Copacabana, Ipanema, leme, Leblon, Urca, Barra da Tijuca, Recreio dos Bandeirantes, entre outras.

## Saquarema

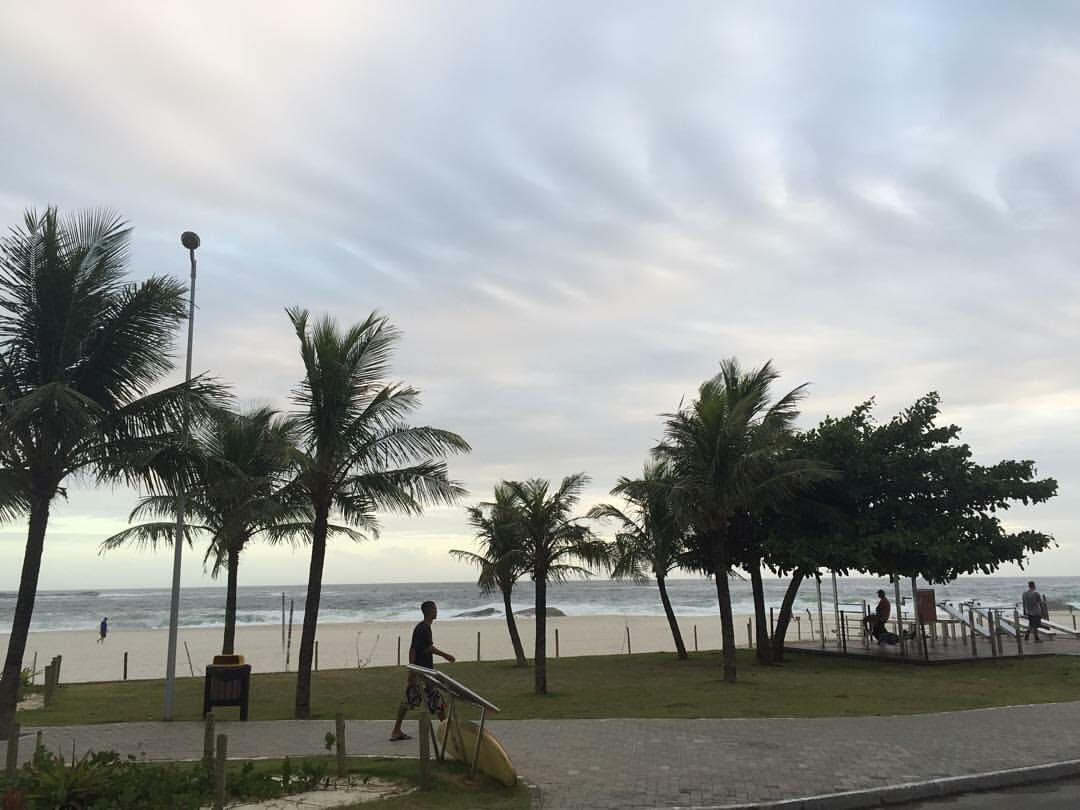
Praia de Itaúna.

## São Gonçalo[24]
- Praia das Pedrinhas
- Praia da Luz
- Praia de São João
- Praia de São Pedro
- Psto 6,7,8,9

## Saquarema[25]
- Itaúna
- Vila
- Jaconé
- Boqueirão
- Barra Nova
- Vilatur
- Prainha
- Barrinha

## São João da Barra
São João da Barra é um município litorâneo fluminense do norte do estado.

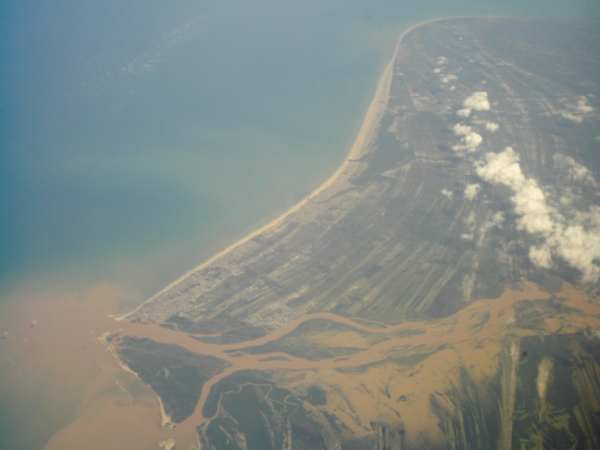
São João da Barra.

- Praia de Atafona
- Praia de Grussaí
- Praia de Iquipari
- Praia do Açu
- Praia do Chapéu do Sol

## São Francisco de Itabapoana

Praia da Lagoa Doce.

## São Pedro da Aldeia

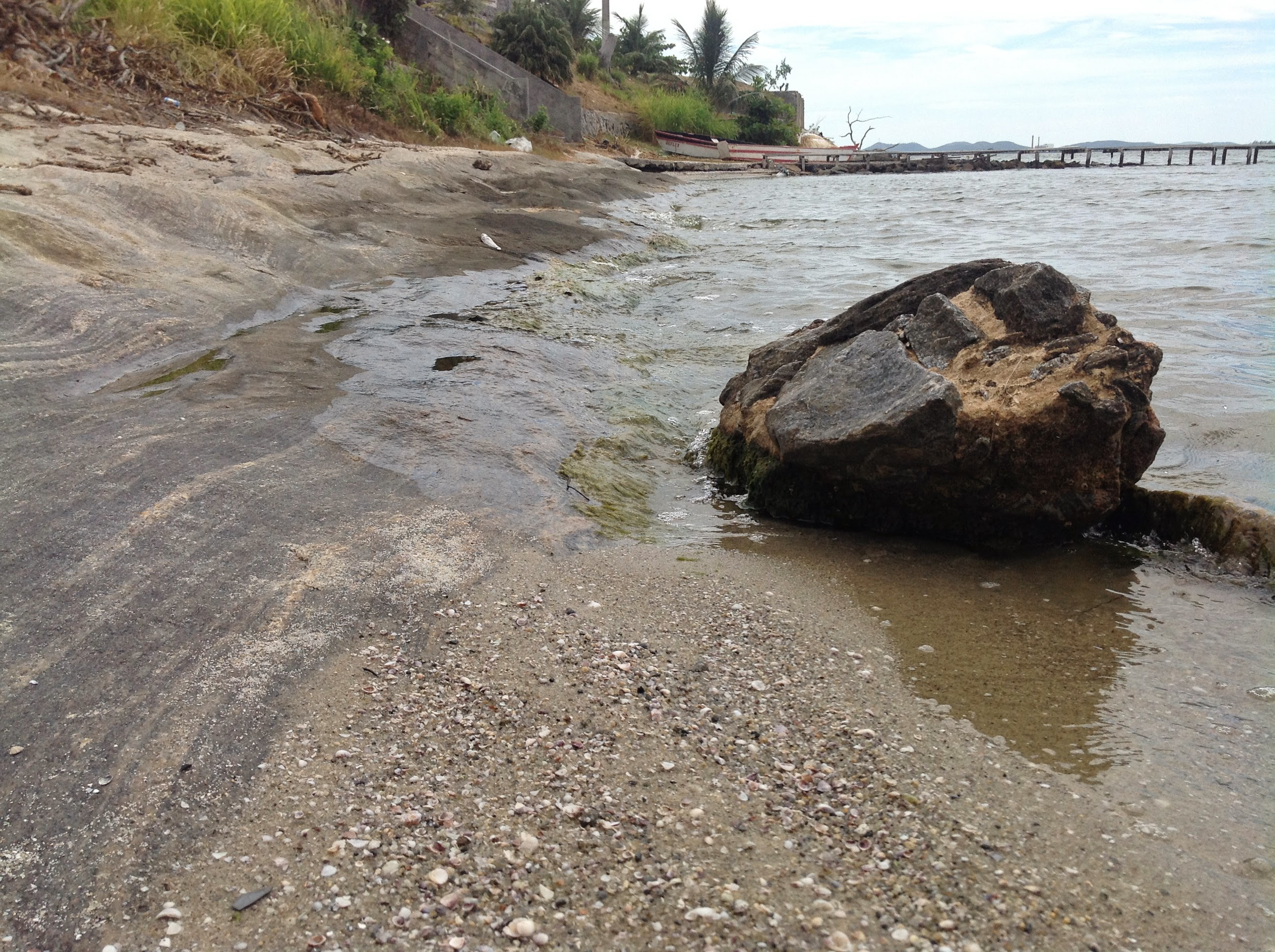
Praia da Baleia.

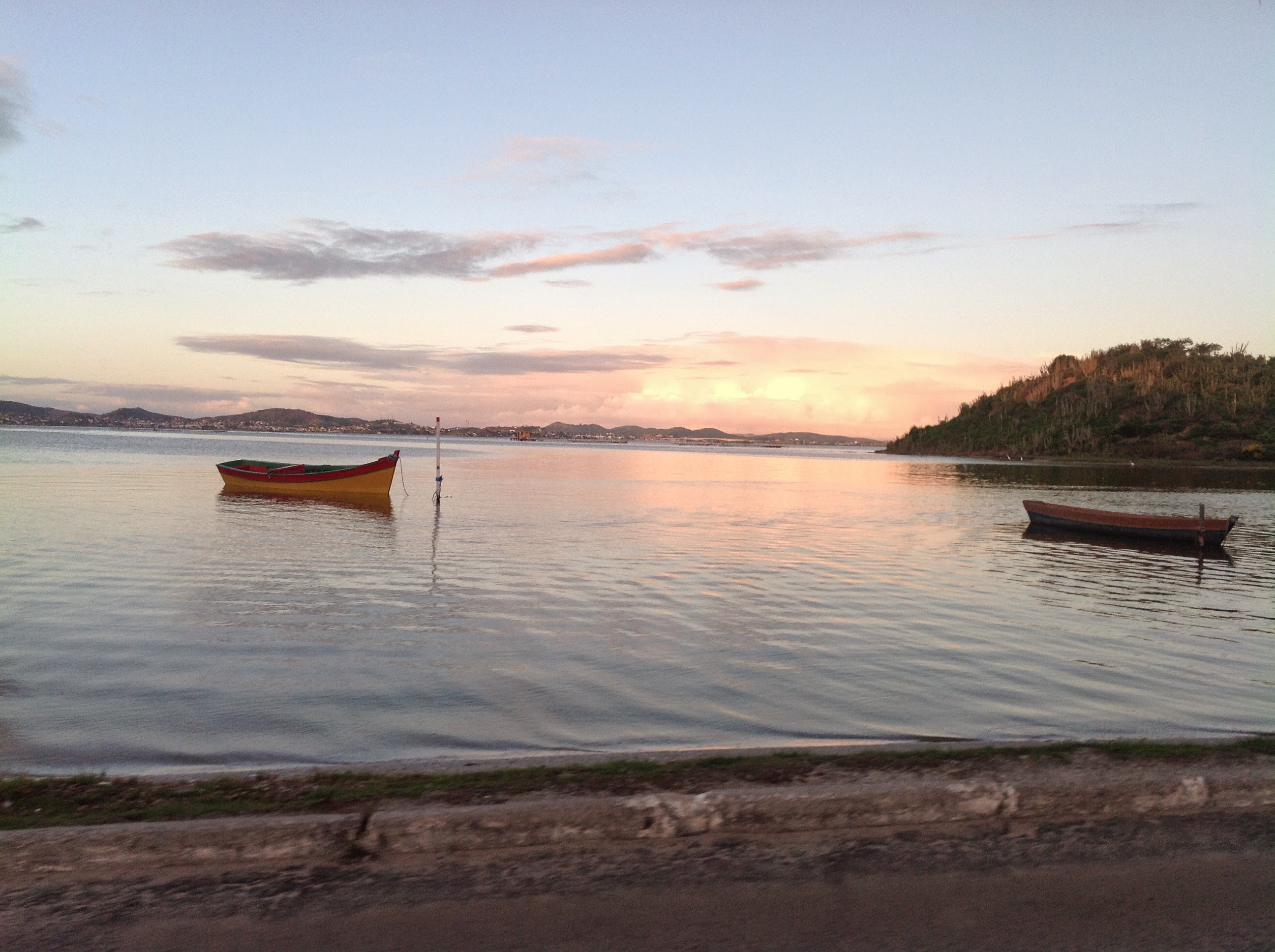
Praia do Boqueirão.

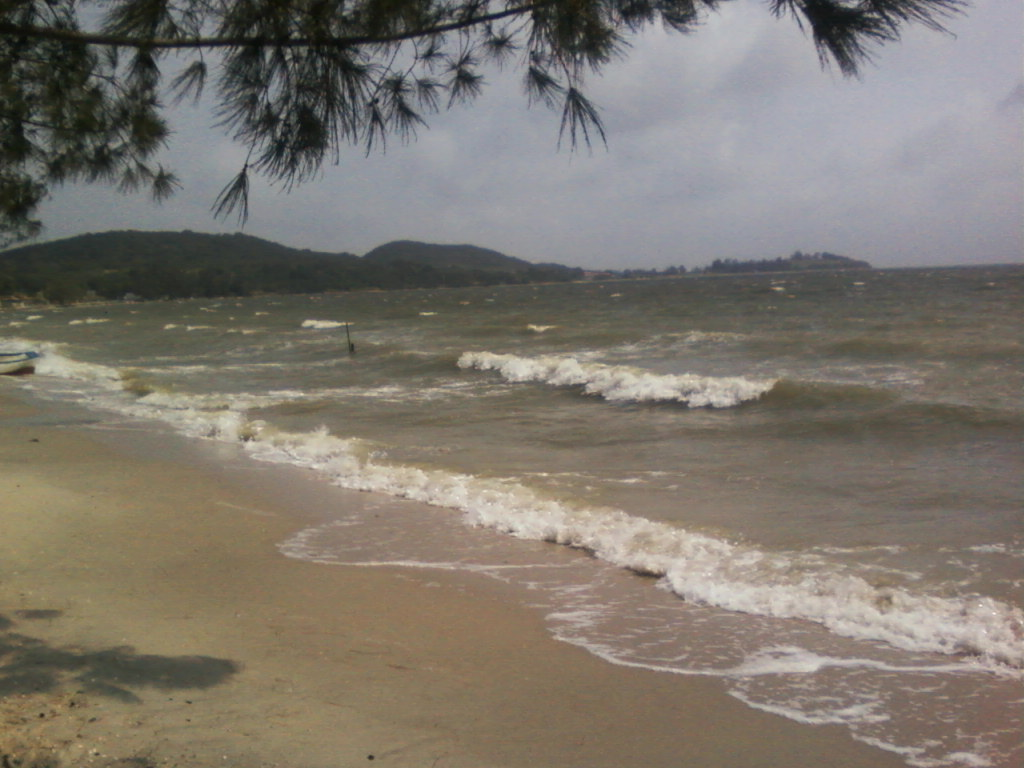
Praia do Sudoeste

## São Francisco de Itabapoana[27]
- Praia de Gargaú
- Praia de NS de Fátima
- Praia de S. Cecília
- Praia Tropical
- Praia de S. Clara
- Praia de Itaperuna
- Praia dos Sonhos
- Praia de Salinas
- Praia de Manguinhos
- Praia da Caveira
- Praia de S. Antônio
- Praia de Barrinha
- Praia de Samambaia
- Praia de Buena
- Praia do Bicano
- Praia de Tatagíba
- Praia do Atalho
- Praia Lagoa do Mangue
- Praia da Lagoa Doce
- Praia de Itabapoana
- Praia de Guaxindiba

## São Pedro da Aldeia[28]
- Ilha das Pombas
- Ilha de Chico Mendes
- Praia Brava
- Praia da Baleia
- Praia da Pitória
- Praia da Ponta da Areia
- Praia da Ponta dos Cardeiros
- Praia da Tereza
- Praia de Carapebas
- Praia de São Pedro
- Praia do Arrastão
- Praia do Balneário de São Pedro
- Praia do Boqueirão
- Praia do Mossoró
- Praia do Nordeste
- Praia do Palmiro
- Praia do Sol
- Praia do Sudoeste
- Praia dos Pescadores
- Praia Linda
- Praia Linda do Baixo Grande
- Praia Ponta D'Água
- Praia Ponta da Peça